# Junaški ep
Junaški ep je osrednja zvrst evropske srednjeveške književnosti.

## Temeljne značilnosti srednjeveške književnosti
Razvoj evropske srednjeveške književnosti se v glavnem sklada s splošnim zgodovinskim pojmom srednjega veka, omejenega s tradicionalnima letnicama 476 in 1492. Vendar sta njen začetek in konec sporna. Pojavi se z dokončnim razpadom antične književnosti v 5. ali 6. stoletju, lahko pa se njeni začetki pomaknejo že v 4. stoletje, če se k njej prištejejo že prvi primerki zgodnjekrščanske književnosti, ki je imela pozneje velik vpliv na srednjeveško. Tudi trajanje srednjeveške književnosti je različno: v Italiji se končuje že v 14. stoletju, ke se prične reformirati renesansa, v drugih evropskih deželah traja do 15. stoletja ali celo globoko v 16. stoletje.

## Junaški ep
Osrednja zvrst srednjeveške književnosti, kakršna se je po letu 800 polagoma začela formirati v novih romanskih, germanskih in slovanskih jezikih, so bili junaški epi. V dokončni podobi so se izoblikovali šele proti koncu srednjega veka, z nastankom visokega fevdalizma, vendar na podlagi daljše tradicije. Vsaj deloma so pri njihovem nastajanju učinkovali tudi zgledi rimske epike (Vergilova Eneida, Lukanova Farzalija /Pharsalia/), v glavnem pa so izvajani iz prvotne germanske junaške epike, ki izvira iz časov pred fevdalne družbe in nastajajočega fevdalizma.
Od najstarejše epike so se ohranili samo nekateri krajši teksti zbrani v islandski zbirki Edda, nastali na Islandiji okoli leta 1270. Od najstarejših junaških pesmi, ki so nastale v spremstvu germanskih vojskovodij, se je samo deloma ohranila Hildebrandova pesem (Hildebrandslied). Ep izvira iz langobardskih časov, nastal pa je najbrž pred letom 800, pripoveduje pa o junaku Hildebrandu, ki se spopade s sinom Hadubrandom in ga ubije.
Edino ohranjeno večje delo starogermanske epike je anglosaški ep Beowulf. K junaški epiki se prištevajo še: Chansons de geste, Pesem o Rolandu, Pesem o Cidu, Pesem o Nibelungih, Pesem o Igorjevem pohodu, Islandske sage in Španske romance.